# Alternaria gossypina
Alternaria gossypina är en svampart som först beskrevs av Thüm., och fick sitt nu gällande namn av J.C.F. Hopkins 1931. Alternaria gossypina ingår i släktet Alternaria och familjen Pleosporaceae.   Inga underarter finns listade i Catalogue of Life.